# "V" Device
Le "V" Device (signifiant Valor Device) est une distinction créée par les Forces armées des États-Unis en 1945 pour récompenser une valeur exceptionnelle au combat ou lors de son service et ne pouvant être portée que sur certaines décorations. Elle prend la forme d'une agrafe sous forme d'une lettre majuscule miniature "V" en métal de 6,4 mm avec empattements qui se fixe sur le ruban de la décoration.
Un "V" peut être autorisé différemment selon les services militaires, de même que la manière dont le "V" est porté et le nom par lequel il est désigné. Jusqu'en 2017, chaque armée utilisait également des critères différents pour déterminer si un "V" pouvait être autorisé.
L'armée de terre (US Army), l'armée de l'air (US Air Force) et les garde-côtes (US Coast Guard) possèdent une version en bronze. La marine (US Navy) et le corps des Marines (US Marine Corps) possèdent une version en or.

## Étymologie
Le ministère de la défense (Department of Defense), l'US Army et l'US Air Force appellent le "V" Device (insigne "V"),. L'US Coast Guard l'appelle "Valor Device" (insigne de valeur), tandis que l'US Navy et l'US Marine Corps l'appellent "Combat Distinguishing Device" ou "Combat V". Lorsqu'on parle d'une médaille qui a été décernée avec le dispositif "V", on dit souvent qu'elle a été décernée "with valor" (avec bravoure).

## Histoire

Ruban de l'Achievement Medal de l'US Navy et de l'US Marine Corps avec l'insigne "V" indiquant la bravoure au combat ; l'insigne "V" a cessé d'être décerné avec les Achievement Medals à la fin de l'année 2016.

Le 22 décembre 1945, dans la circulaire 383 du département de la Guerre, l'US Army a décidé d'introduire l'insigne "V" pour distinguer l'attribution d'une médaille Bronze Star pour des actes de bravoure et d'héroïsme, plutôt que pour un service méritoire. Les soldats, y compris les aviateurs de l'US Army, qui se voyaient attribuer la médaille Bronze Star pour héroïsme au combat étaient désormais autorisés à porter un "V" en bronze sur le ruban de suspension et de service de la médaille. Un seul "V" pouvait être porté sur un ruban. Le ministère de la Marine a introduit le "V" en tant que "Combat Distinguishing Device" et, le 15 février 1946, a autorisé le port du "V" sur la Legion of Merit et la Bronze Star pour des services ou des actes accomplis au cours d'un combat réel avec l'ennemi ; en février 1947, cette disposition a été modifiée pour des actes ou des services impliquant une participation directe à des opérations de combat. La plupart des anciens combattants de la Seconde Guerre mondiale qui avaient droit au "V" ne connaissaient probablement pas l'existence de cet insigne et n'en avaient pas fait la demande, étant donné que les séparations à grande échelle des services avaient lieu après la fin de la guerre. De plus, les stocks de l'insigne n'ont pas été disponibles pendant au moins un an après la publication de la circulaire de l'US Army.Newsweek
Pour être porté sur une décoration, l'insigne "V" doit avoir été spécifiquement autorisé dans la citation écrite délivrée avec la médaille. En 1996, l'insigne "V" a attiré l'attention du public après le suicide de l'amiral (Admiral) Jeremy Boorda, qui était le chef des opérations navales. Les médias ont rapporté que sa mort par suicide pourrait avoir été causée par une enquête de l'US Navy à la suite d'un article de Newsweek sur le fait que Boorda portait deux "combat valor pins" sur les rubans de service de son uniforme, qu'il avait reçus pour ses fonctions d'officier d'armement (Weapon Systems Officer) et d'officier exécutif à bord de deux navires de guerre au large des côtes d'Indochine pendant la guerre du Viêt Nam. Bien qu'il y ait eu des indications que ces "dispositifs distinctifs de combat" étaient autorisés à être portés sur sa Navy Commendation Medal et sa Navy Achievement Medal, le Département de la marine - Conseil de correction des dossiers navals (Department of the Navy Board For Correction of Naval Records) a déterminé après sa mort que les deux dispositifs n'étaient pas autorisés à être portés sur les deux décorations.
En 2011, le ministère de la Défense a modifié les règles de son manuel d'attribution concernant la Medal of Honor (MOH), précisant que l'insinge "V" au lieu de la feuille de chêne et de l'étoile 5⁄16 inch star serait utilisé pour indiquer des citations supplémentaires dans le cas rare où un membre du service se verrait décerner une deuxième Medal of Honor. En mai 2015, le ministère de la Défense a de nouveau modifié son manuel d'attribution concernant la Medal of Honor, précisant qu'une Medal of Honor distincte est remise à un individu pour chaque acte successif justifiant l'attribution d'une distinction. Il n'y a pas eu de nouveau récipiendaire de la Medal of Honor vivant depuis la Première Guerre mondiale, de sorte que l'insigne "V" n'a jamais été porté de cette manière.
Jusqu'en 2017, les critères et les conditions d'attribution de l'insigne "V" différaient d'une armée à l'autre. 
- Army : le « V » était porté uniquement pour dénoter "la participation à des actes d'héroïsme impliquant un conflit avec un ennemi armé"[3].
- Navy et Marine Corps : le « V » pouvait être porté pour dénoter l'héroïsme au combat, ou pour reconnaître les individus qui ont été "exposés à un danger personnel lors d'une participation directe à des opérations de combat"[10],[6].
- Coast Guard : le « V » récompense un acte de bravoure dans l'exercice de ses fonctions.
- Air Force : le « V » pouvait être porté sur la Bronze Star Medal pour souligner l'héroïsme au combat, mais aussi sur la Commendation Medal et la Achievement Medal pour souligner l'héroïsme ou le fait d'avoir été "mis en danger" au cours d'opérations de déploiement de contingence.

Avant le 1er janvier 2014, l'insigne "V" était également autorisé sur les  Outstanding Unit Awards et les Organizational Excellence Awards pour indiquer que l'unité avait participé à des actions de soutien direct au combat. L'insigne "V" est également autorisé pour la Air Medal par tous les services lorsque l'héroïsme en combat aérien a été impliqué dans une mission individuelle. Le 15 août 2016, l'US Coast Guard a modifié leurs critères de façon que les nouvelles attributions de l'insigne " V " ne concerne que la valeur, pour indiquer un ou des actes héroïques lors d'une participation à un conflit ou à un combat avec un ennemi armé. Le 6 janvier 2016, le ministère de la Défense a annoncé qu'il révisait son programme de décorations et de récompenses militaires afin d'inclure une modification de l'insigne " V ", qui n'était plus utilisé à l'origine dans les années 1940 pour indiquer l'héroïsme au combat uniquement sur des décorations spécifiques pour les services militaires,. Deux nouveaux insignes "C",, et "R" seront également utilisés sur les récompenses concernées,.

### Modifications de l'insigne
Le 2 février 2017, de nouveaux insignes en forme de " V " plaqués argent et plaqués or ont été introduits, suivis par des versions avec couronne en septembre, ce qui a donné lieu à des spéculations selon lesquelles les différentes versions du dispositif en forme de " V " indiqueraient désormais combien de fois une médaille spécifique a été décernée avec le " V ". La mise à jour des règlements de l'uniforme de l'US Air Force du 15 avril 2019 a été la première à décrire et à représenter les nouveaux dispositifs en forme de " V " comme suit:

Insigne "V" en bronze pour la première récompense (dispositif standard pour l'US Army and US Air Force avant décembre 2016).
Insigne "V" d'argent pour la deuxième récompense
Insigne "V" en or pour la troisième récompense (dispositif standard pour l'US Navy et l'US Marine Corps avant décembre 2016)
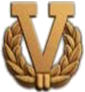
Insigne "V" en bronze avec couronne pour la quatrième récompense
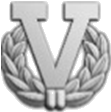
Insigne "V" en argent avec couronne pour la cinquième récompense
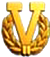
Insigne "V" en or avec couronne pour six récompenses ou plus

Le 21 décembre 2016, l'insigne "V" a cessé d'être autorisé pour les Achievement Medals,. Rétroactivement à janvier 2016, l'insigne "V" a cessé d'être autorisé pour la Legion of Merit, étant remplacé par l'insigne "C".

## Critères d'attributions
Le « V » est octroyé sur 6 décorations. Le récipiendaire peut être cité pour héroïsme et récompensé plusieurs fois, mais un seul « V » est autorisé par médaille. La signification d'attribution est différente en fonction de l'arme du récipiendaire :
- Army : le « V » récompense un acte d’héroïsme contre un engagement face à un ennemi armé.
- Navy et Marine Corps : le « V » récompense l'héroïsme au combat ou un acte de bravoure individuel lors d'une situation de combat.
- Coast Guard : le « V » récompense un acte de bravoure dans l'exercice de ses fonctions.
- Air Force : le « V » récompense sur la Bronze Star Medal l'héroïsme au combat et sur les Army Commendation Medal et Achievement ou un acte héroïque.

## Ports
Selon les branches de l'arme du récipiendaire le « V » sera porté de façon différente sur le ruban :
- Army et l'Air Force : Le « V » de bronze sera porté devant les feuilles de chêne (citation en bronze ou argent) ou au centre du ruban si le « V » est seul.
- Navy et Marine Corps : Le « V » d'or est toujours porté au centre du ruban, les étoiles (citation en or ou argent) seront positionnées de droite et gauche du « V ».
- Coast Guards : Le « V » d'argent est toujours porté au centre du ruban, les étoiles (citation en or ou argent) seront positionnées de droite et gauche du « V ».

## Les médailles pouvant arborer le «V»
Actuellement, les décorations suivantes des forces armées des États-Unis peuvent être assorties d'un "V" device.
| Decoration                 | Army, | Naval Service, | Air and Space Forces, | Coast Guard | DoD Joint Service |
| Distinguished Flying Cross | Oui   | Oui            | Oui                   | Oui         |                   |
| Bronze Star Medal          | Oui   | Oui            | Oui                   | Oui         |                   |
| Air Medal                  | Oui   | Oui            | Oui                   | Oui         |                   |
| Commendation Medals        | Oui   | Oui            | Oui                   | Oui         | Oui               |
| -------------------------- | ----- | -------------- | --------------------- | ----------- | ----------------- |

## Army et Air Force
Pour l'armée de terre et l'armée de l'air, le "V" est placé à droite de toute feuille de chêne en bronze ou en argent du point de vue du porteur, ou au centre du ruban de service s'il est porté seul,.
| V                                                                               | Distinguished Flying Cross, récompensé pour sa bravoure                                                                |
| V · Bronze oak leaf cluster                                                     | Bronze Star Medal, deux récompenses, dont au moins une pour la bravoure                                                |
|                                                                                 | Air Medal (Army), trois récompenses, dont au moins une pour la bravoure (Army utilise des award numerals en bronze )   |
| V · Bronze oak leaf cluster · Bronze oak leaf cluster                           | Air Medal (Air Force), trois récompenses, dont au moins une pour la bravoure (Air Force utilise des feuilles de chêne) |
| V · Bronze oak leaf cluster · Bronze oak leaf cluster · Bronze oak leaf cluster | Air Force Commendation Medal, quatre récompenses, dont au moins une pour la bravoure                                   |

Chaque ruban ne peut porter que quatre insignes; un ruban supplémentaire est porté à la gauche du porteur lorsque cela est nécessaire pour supporter des insignes supplémentaires, :
| V · Silver oak leaf cluster · Bronze oak leaf cluster · Bronze oak leaf cluster                           | Army Commendation Medal, neuf récompenses, dont au moins une pour la bravoure |
| V · Silver oak leaf cluster · Bronze oak leaf cluster · Bronze oak leaf cluster · Bronze oak leaf cluster | Army Commendation Medal, dix récompenses, dont au moins une pour la bravoure  |

## Navy, Marine Corps, et Coast Guard
Pour la Navy, le Marine Corps et les Coast Guard, le "V" est toujours porté au centre du ruban de service, tandis que les étoiles dorées ou argentées de 5⁄16 Inch Stars sont ajoutées en équilibre à droite et à gauche du "V", en commençant par le côté droit du point de vue du porteur,,. Le Marine Corps l'appelle "Combat Distinguishing Device". La Navy, le Marine Corps et les Coast Guard continuent d'attribuer et de délivrer la version en bronze. Le Marine Corps autorise le port de médailles anodisées et de " V " de combat anodisés sur l'uniforme bleu.
|  | Distinguished Flying Cross, récompensé pour sa bravoure |
|  | Bronze Star Medal, deux récompenses, dont au moins une pour la bravoure |
|  | Air Medal, trois récompenses, dont au moins une pour la bravoure (award numeral 3 en or à gauche indique trois distinctions individuelles de la Air Medal (uniquement pour la Navy et le Marine Corps).) |
|  | Air Medal, trois récompenses, dont au moins une pour la bravoure (Coast Guard utilise des étoiles de récompense)                                                                                         |
|  | Commendation Medal de la Navy et le Marine Corps, huit récompenses, dont au moins une pour la bravoure                                                                                                   |
|  | Commendation Medal des Coast Guard, cinq récompenses, dont au moins une pour la bravoure |

## Combiné avec des chiffres arabes
Des chiffres arabes en or ou en laiton peuvent être utilisés pour indiquer le nombre total de fois que la médaille a été décernée si le nombre total de décorations, quel que soit leur type, dépasse 4 décorations et ne peut donc pas figurer sur un seul ruban.
|  | Quatre récompenses au total, dont au moins une pour la bravoure. |
|  | Cinq récompenses au total, dont au moins une pour la bravoure.   |
|  | Neuf récompenses au total, dont au moins une pour la bravoure.   |

## Récipiendaires notables
- Brett Blanton, architecte du Capitole
- Eddie Albert, acteur et activiste
- Richard Lee Armitage, sous-secrétaire d'État américain
- Monica Beltran
- Michael Boorda, 25e chef des opérations navales
- Jim Bridenstine, représentant des États-Unis
- Maurice Lee Britt, joueur de football de la NFL
- William B. Caldwell III
- Duane Carey, astronaute de la NASA
- Christopher Cassidy, astronaute de la NASA
- Llewellyn Chilson
- Max Cleland, sénateur américain
- Dan Crenshaw, représentant des États-Unis
- Paris Davis, ancien commandant des 10e forces spéciales
- Ray Davis, 14e commandant adjoint du corps des Marines
- Bob Dole, sénateur américain
- Desmond Doss
- Joseph Dunford, 19e président de l'état-major interarmées
- Joseph F. Enright, capitaine de sous-marin pendant la Seconde Guerre mondiale.
- Michael Fahey, maire d'Omaha
- Kenneth Raymond Fleenor, maire de Selma, Texas
- Ronald Fogleman, 15e chef d'état-major de l'armée de l'air
- Tommy Franks, commandant du Commandement central des États-Unis
- William J. Gainey
- Joseph L. Galloway, correspondant de presse et chroniqueur
- Bill Genaust
- Calvin Graham, le plus jeune militaire américain à avoir servi et combattu pendant la Seconde Guerre mondiale, à l'âge de 12 ans
- Mark Green, représentant des États-Unis
- William Guarnere
- David H. Hackworth, journaliste
- Michael Hagee, 33e commandant du corps des Marines
- Alexander Haig, secrétaire d'État américain
- John Harllee
- Gustav Hasford, romancier, journaliste et poète
- Michael Hayden, directeur de la CIA
- Ira Hayes
- Joseph P. Hoar, commandant en chef du Commandement central des États-Unis
- Charles T. Horner Jr.
- Robert L. Howard
- Zach Iscol, entrepreneur, candidat à l'élection du contrôleur de la ville de New York en 2021
- Jack H. Jacobs, analyste militaire et gestionnaire d'investissement
- Richard Jadick
- Sam Johnson, représentant des États-Unis
- James L. Jones, 32e commandant du corps des Marines
- Woodrow Keeble
- John Kerry, Secrétaire d'État américain
- Harry Kizirian
- Charles C. Krulak, 31e commandant du corps des marines
- Victor H. Krulak, auteur
- Chris Kyle, Navy Seal Sniper
- Douglas MacArthur, général cinq étoiles
- Richard Marcinko, premier commandant de l'équipe Seal Team Six
- Lee Marvin, acteur
- John McCain, sénateur américain
- Michael A. Monsoor
- Robert Mueller, directeur du FBI
- Audie Murphy, acteur, auteur-compositeur et éleveur
- Raymond L. Murray
- John P. Murtha, représentant des États-Unis
- Peter Pace, 16e président de l'état-major interarmées
- David Petraeus, directeur de la CIA
- Chance Phelps
- Chesty Puller
- Charles B. Rangel, représentant des États-Unis
- L. Scott Rice
- Matthew Ridgway, 19e chef d'état-major de l'armée américaine
- John Ripley
- Norman Schwarzkopf, commandant du Commandement central des États-Unis
- Sidney Shachnow
- Hugh Shelton, 14e président de l'état-major interarmées
- David M. Shoup, 22e commandant du corps des Marines
- Arthur D. Simons
- Jamie Smith
- Clifton Sprague, Amiral de la Seconde Guerre mondiale, commandant de la Task Unit 77 lors de la bataille de Samar.
- Robert L. Stewart, astronaute de la NASA
- Earl E. Stone, premier directeur de l'Agence de sécurité des forces armées, prédécesseur de l'Agence nationale de sécurité.
- Oliver Stone
- Jeff Struecker
- Keni Thomas, chanteuse de musique country
- Strom Thurmond, sénateur américain
- Matt Urban
- John William Vessey Jr., 10e président de l'état-major interarmées
- Alejandro Villanueva, joueur de football de la NFL
- Raúl G. Villaronga, maire de Killeen, Texas
- Larry D. Welch, 12e chef d'état-major de l'armée de l'air américaine
- Allen West, représentant des États-Unis
- Chuck Yeager, premier pilote à avoir dépassé la vitesse du son en vol en palier
- Elmo R. Zumwalt Jr., 19e chef des opérations navales